# 에덴의 서쪽
"에덴의 서쪽"은 한국에서 제작된 권영순 감독의 1994년 드라마, 멜로/로맨스 영화이다. 문태선 등이 주연으로 출연하였고 K.Y. 림 등이 제작에 참여하였다.

## 출연

### 주연
- 문태선
- 이민숙

### 조연
- 최명수

## 기타
- 제작총지휘: 문태선
- 조명: 정덕규
- 녹음: 손인호
- 분장: 안건호